# Partit Revolucionari Popular Etíop

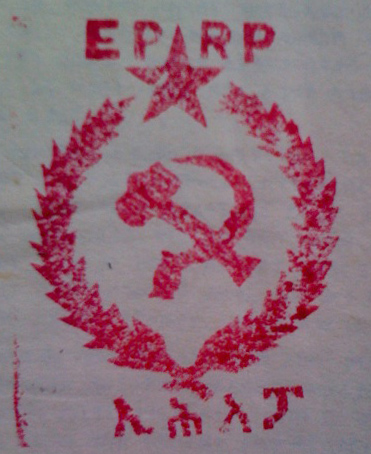
logo

El Partit Revolucionari Popular Etíop (amhàric: የኢትዮጵያ ሕዝባዊ አብዮታዊ ፓርቲ, Ye-Ītyōṗṗyā Həzbāwī Abyotawi Party), EPRP segons les sigles en anglès (anglès: Ethiopian People's Revolutionary Party) fou una organització política marxista-leninista d'Etiòpia fundada l'abril de 1972 i que va tenir un paper destacat als anys setanta. Fou també conegut com a Ihapa, a partir de l'acrònim en amhàric. Junt amb el Moviment Socialista Panetíop (Meison) eren entusiastes partits comunistes seguidors de la revolució etiòpica que va enderrocar a l'emperador Haile Selassie i va abolir la monarquia el 1974. Tanmateix, després de la pujada de Mengistu Haile Mariam al poder com a president del governant Derg, la junta militar que havia agafat controla d'Etiòpia, un conflicte ideològic es va desenvolupar entre els dos grups, amb l'EPRP que acusava a Mengistu de posseir una ideologia feixista, i el MEISON que li donava suport; el EPRP va participar en assassinats i atacs terroristes contra líders del Derg i seguidors. Avui dia, encara que la seva afiliació es troba exclusivament entre la comunitat d'exiliats, l'EPRP és membre de les Forces Democràtiques Etiòpiques Unides.

## Història
L'EPRP es va fundar amb el nom d'Organització d'Alliberació Popular Etíop o Ethiopian People's Liberation Organization (EPLO) l'abril de 1972 a West Berlin, Alemanya, per Estudiants etiòpics exiliats i amb l'ajuda del Front Democràtic d'Alliberament de Palestina. En el seu primer congrés fundacional es va elegir un Comitè Central on hi havia Desta Tadesse, Kiflu Teferra, Kiflu Tadesse, Tesfaye Debessay, Berhane Meskel Reda, Iyasu Alemayehu, i Zeru Kehishen, amb els quatre darrers elegits pel Politburó de l'EPLO i Berhane Meskel Reda elegit el Secretari General de l'organització. Durant els primers anys de la seva existència, l'EPRP era de poca importància, però això va canviar a l'arribada de la Revolució, després de la qual va tenir un paper més gran.
Durant l'any posterior a la deposició d'Haile Selassie, el conflicte polític i ideològic va començar a emergir entre l'EPRP i el seu rival marxista més destacat, el MEISON. Part de la seva rivalitat es basava en el fet que, originalment, el Derg no tingués cap ideologia política, més enllà de l'eslògan patriòtic imprecís de Itiopiya Tikdem (" Etiòpia Primer") i es va orientar cap al Moviment d'Estudiant esquerrà, amb el seu basar ideològic fort, per ser la seva guia; l'ERPR i el MEISON eren només dos d'un nombre gran de grups que competien per ser els educadors polítics del Derg. Part de la seva rivalitat estava basada en la teoria marxista: perquè la Revolució etiòpica fos "autèntica", necessitava un partit d'avantguarda, i els dos grups buscaven aquest paper. Finalment el MEISON va aconseguir el suport del Derg i de Mengistu, mentre que l'EPRP afirmava que el Derg havia traït la Revolució i s'havia apartat d'una "democràcia popular" genuïna. El conflicte polític de fons es va intensificar a conflicte violent, amb lluites armades entre els dos grups. La violència arribava al seu pic el 1976 quan l'EPRP començava a llançar atacs a edificis públics i assassinar alts oficials del Derg.
En resposta, Mengistu va condemnar l'EPRP, que afirmava que havia participat en una campanya de Terror Blanc, i va iniciar una campanya sistemàtica i brutal d'extermini de seguidors de l'EPRP, inicialment amb ajuda del MEISON i oficials governamentals dels woredes (districtes locals), coneguda com el Terror roig etíop, que va afectar l'EPRP i altres adversaris polítics. Els membres de l'EPRP que van sobreviure foren forçats a fugir de les ciutats al final de 1977, molts fugiren al baluard rural del grup al Mont Asimba a Agame, on dos dels seus fundadors, Tesfay Debessay i Zeru Kehishen, tenia lligams familiars. Allà l'EPRP va rebre una mica de suport del Front Popular d'Alliberament d'Eritrea. Encara que hi va haver nombroses reunions entre l'EPRP i altres grups antigovernamentals com el Front Popular d'Alliberament de Tigre (TPLF), finalment l'EPRP i el TPLF es van enfrontar- Les unitats del EPRP atacaren unitats del TPLF en dues localitzacions diferents a Agame el 23 de febrer de 1978, forçant-los a evacuar la província. El TPLF va portar dues de les seves companyies de veteranes de l'oest, i en un ferotge contra-atac va forçar els lluitadors de l'EPRP a retirar-se altra vegada a les seves bases al Mont Asimba. Després d'una batalla de cinc dies, el TPLF va capturar el seu baluard de muntanyes, i la majoria de l'EPRP derrotat fugia al santuari que li oferia la guerrilla eritrea. Finalment molts membres de partit trobaven el seu camí a Gondar, continuant la seva lluita tant contra el Derg com contra el TPLF, fins que van acabar finalment derrotats al final de la Guerra Civil Etiòpica el 1991.
El partit va subsistir però sense capacitat militar i molt fraccionat. El seu líder Mersha Yusif, viu (almenys vivia fins fa poc) als Estats Units.